# Lead On
Lead On è il quattordicesimo album in studio del cantante di musica country statunitense George Strait, pubblicato nel 1994.

## Tracce
1. You Can't Make a Heart Love Somebody (Steve Clark, Johnny MacRae) – 3:20
2. Adalida (Mike Geiger, Woody Mullis, Michael Huffman) – 3:36
3. I Met a Friend of Yours Today (Bob McDill, Wayland Holyfield) – 3:15
4. Nobody Has to Get Hurt (Jim Lauderdale, Terry McBride) – 2:30
5. Down Louisiana Way (Aaron Barker, Donny Kees, Sanger D. Shafer) – 4:17
6. Lead On (Dean Dillon, Teddy Gentry) – 3:26
7. What Am I Waiting For (Lauderdale) – 2:37
8. The Big One (Gerry House, Devon O'Day) – 2:07
9. I'll Always Be Loving You (Barker, Kees, Shafer) – 2:31
10. No One but You (Max D. Barnes) – 2:56